# Frank Harting
Frank Harting (* 7. Januar 1961 in Dankersen) ist ein ehemaliger deutscher Handballspieler. Der Rechtsaußen spielte für den TSV Grün-Weiß Dankersen, den OSC Dortmund, die HSG TuRU Düsseldorf und den TUSEM Essen in der Bundesliga.

## Karriere
Harting begann das Handballspielen in seiner Heimatstadt Dankersen beim TSV Grün-Weiß Dankersen und wurde mit dessen A-Jugend 1978 Deutscher Meister. 1981 stieg er mit Dankersen in die 2. Bundesliga ab und schaffte den sofortigen Wiederaufstieg. In der Saison 1986/87 spielte er für den OSC Dortmund und schloss sich dann der HSG TuRU Düsseldorf an, mit der er 1989 den IHF-Pokal gewann. Im Folgejahr stieg der Verein aus der Bundesliga ab und Harting schaffte zum zweiten Mal in seiner Karriere den Aufstieg in die Bundesliga. Von 1992 bis 1994 spielte er für den TUSEM Essen und gewann zum zweiten Mal einen Europapokal-Wettbewerb. Im Finale des neugeschaffenen Euro-City-Cups bezwangen die Essener souverän den schwedischen Vertreter HK Drott Halmstad. Danach wechselte er erneut nach Düsseldorf. TuRU Düsseldorf hatte sich inzwischen aus der Spielgemeinschaft mit dem HSV Düsseldorf gelöst und musste in den Amateurbereich wechseln, während der HSV weiter in der Bundesliga antrat.
Harting war zunächst Jugend-Nationalspieler und debütierte 1981 an seinem 20. Geburtstag beim Auswärtsspiel gegen die Sowjetunion in Moskau für die deutsche Nationalmannschaft. Insgesamt absolvierte er 30 Länderspiele, in denen er 40 Tore erzielte. Zudem nahm er an der Weltmeisterschaft 1982 teil.
Sein Bruder Uwe Harting war ebenfalls Handballspieler in der Handball-Bundesliga.

## Erfolge
- IHF-Pokalsieger (1): 1989
- Euro-City-Cup-Sieger (1): 1994
- Aufstieg in die Bundesliga (2): 1982, 1991
- Deutscher Meister (A-Jugend) (1): 1978